# Чирьево (Нижегородская область)
Чирьево — деревня в Павловском районе Нижегородской области. Входит в состав Варежского сельсовета.

## История
В конце XIX — начале XX века существовало 2 деревни: Большое Чирьево, входившее в состав Варежской волости Муромского уезда Владимирской губернии, и Малое Чирьево— в составе Арефинской волости. Нынешняя деревня Чирьево находится на территории бывшей деревни Большое Чирьево, Малое Чирьево располагалось южнее.
Деревня Чирьево (Малое Чирьево) впервые упоминается в писцовых книгах 1629-30 годов в числе вотчинных деревень Ивана Никитича Романова, в ней было 26 дворов крестьянских, 3 бобыльских и 7 пустых. В окладных книгах 1676 года Рязанской епархии деревня Чирьево (Больше Чирьево) значится в составе Липовицкого прихода, в ней было 39 дворов крестьянских и 4 бобыльских.
С 1926 года обе деревни входили в составе Арефинской волости Муромского уезда Владимирской губернии. В 1859 году в деревне Большое Чирьево числилось 52 дворов, в 1905 году — 85 дворов, в 1926 году — 121 дворов.
С 1929 года деревня Большое Чирьево являлась центром Большечирьевского сельсовета Павловского района Горьковского края, с 1936 года — в составе Горьковской области, с 1952 года — в составе Варежского сельсовета.

## Население
| 1859 | 1905 | 1926 | 2002 | 2010 |
| ---- | ---- | ---- | ---- | ---- |
| 403  | ↗489 | ↗608 | ↘0   | →0   |